# Jules Moineau
Jules Moineau, né le 16 janvier 1858 à Liège (Belgique), et mort le 18 septembre 1934 à Rodange (Luxembourg), est un militant républicain, puis collectiviste et enfin anarchiste belge.
Lors de la Première Guerre mondiale, il est l’un des signataires du Manifeste des Seize rassemblant les libertaires partisans de l'Union sacrée face à l'Allemagne.

## Biographie
Orphelin de père dès l’âge de 10 ans, il entre 5 ans plus tard à l’École des Mines de Liège pour devenir ingénieur. En 1884, il intègre l’École royale militaire.
Lors des grandes grèves de 1886, il quitte l’armée pour ne pas avoir à tirer sur les ouvriers.
Animateur des groupes libertaires d’Ougrée, Seraing et Flémalle, il participe en mars 1886 à un important mouvement révolutionnaire. Plus de quarante ans plus tard, il fera le récit de ces évènements sous le titre « Rétrospective révolutionnaire » dans Le Réveil anarchiste n°888, de décembre 1933.
Il part ensuite au Brésil, avec trois autres compagnons, pour y fonder une colonie libertaire mais l'initiative est un échec.
Revenu à Liège, il fonde les Groupements économiques ouvriers.

## Attentats anarchistes

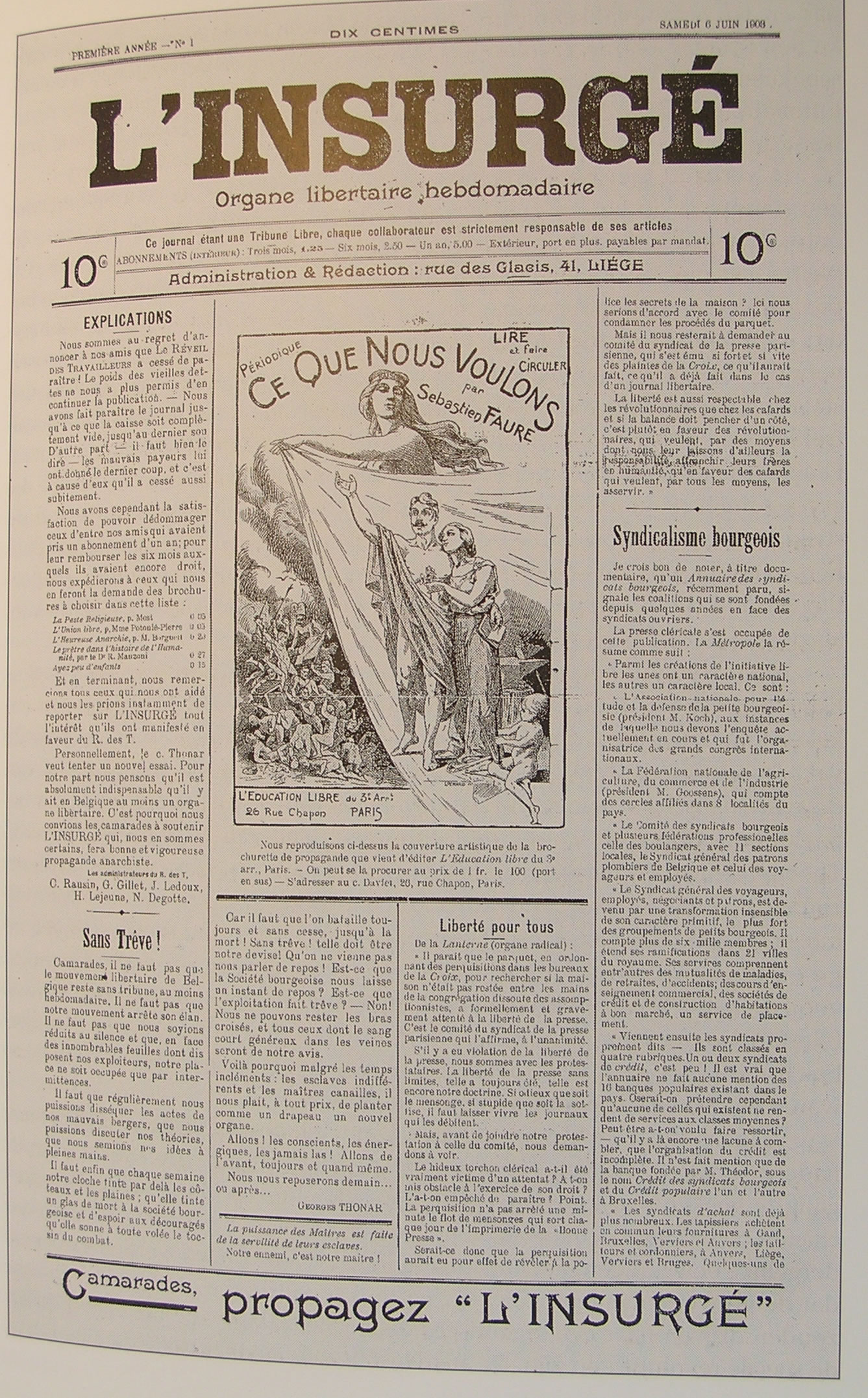
L’Insurgé, 6 juin 1903.

Dans la nuit du 25 mars 1891, plus de 900 kilos de dynamite sont volés à la poudrière d’Ombret par Hansen, Bustin et Langendorf qui parviennent à passer en France. Extradés en février 1892, ils sont jugés et condamnés à des peines de 15 et 12 ans de prison. Le soir même du jugement, le 16 mars, une bombe est déposée devant le domicile du conseiller Renson, président de la cour d’assises. L’engin n’explose pas, un agent ayant réussi à éteindre la mèche. La vague d’attentats se poursuit, visant le 16 avril le procureur du roi et, dans la soirée du 1er mai 1892, les domiciles à Liège d’un sénateur, de son fils et le chœur de l’église Saint-Martin.
Moineau est arrêté dans la nuit du 1er au 2 mai 1892 avec 15 autres militants. Il est inculpé de « vol de dynamite et de complot » lors du procès tenu le 18 juillet devant la Cour d’assises de Liège, mais sa culpabilité n'est pas établie pour sa participation à l’attentat manqué contre le conseiller Renson.
Durant le procès, il affirme n’avoir exercé qu’une influence morale sur ses camarades, mais prend sur lui l’entière responsabilité des faits, acceptant « la solidarité de tous les actes qui devaient amener à la révolution » en précisant qu’il n’avait jamais cherché à faire de victimes.
Défendu par Émile Royer,, il est condamné à 25 ans de travaux forcés.
Jules Moineau est interné à Louvain. Il est à plusieurs reprises mis au cachot pour rébellion mais parvient à tenir grâce aux visites trimestrielles de sa famille et à l’importante correspondance qu’il entretint avec l’extérieur, participant même à des travaux de recherches pour des étudiants de l’université de Louvain.
Il bénéficie d’une libération anticipée le 7 novembre 1901 et, lors d’un meeting organisé à Liège pendant la grève de 1901, il raconte ses déboires à la prison de Louvain devant un public d’environ 2 000 personnes.
Entre 1903 et 1914, il collabore aux journaux anarchistes belges L’Insurgé puis L’Émancipateur animé par Georges Thonar et donne un grand nombre de conférences dans toute la Belgique.

## Manifeste des Seize
Lors de la Première Guerre mondiale, après l’entrée des troupes allemandes à Liège, il est arrêté avec une douzaine de compagnons et interné dans une caserne de la ville, puis libéré au bout de trois semaines. Il fuit aux Pays-Bas puis via l'Angleterre, se réfugie en France.
En février 1916, il est l’un des signataires du « Manifeste des Seize » soutenant la cause alliée,,.
À plusieurs reprises il est envoyé en mission d’espionnage ou de sabotage dans la région de Liège occupée.
Après guerre, il reste lié aux mouvement libertaire et collabore à la nouvelle série des Temps nouveaux puis à la revue Plus loin de Marc Pierrot.

## Œuvres
- Lettres d'un forçat, Précédées d'une préface et de la plaidoirie de Me Émile Royer prononcée devant la cour d'assises de la province de Liège pour Jules Moineaux, Ixelles, 1900[16].
- Lettres d'un forçat, Bruxelles, 1901[16].

## Radio
- Nicolas Dor, Liège 1900 : le temps des anarchistes, Sonuma, écouter en ligne.

## Notices
- Dictionnaire des anarchistes, « Le Maitron » : notice biographique.
- Dictionnaire international des militants anarchistes : notice biographique.
- Centre International de Recherches sur l'Anarchisme (Lausanne) : notice.
- Catalogue général des éditions et collections anarchistes francophones : notice bibliographique.
- René Bianco, 100 ans de presse anarchiste : notice.